# 愛媛大学社会共創学部
愛媛大学社会共創学部（えひめだいがくしゃかいきょうそうがくぶ、Faculty of Collaborative Regional Innovation）は、愛媛大学に設置されている学部。

## 沿革
- 1949年 愛媛大学が発足し、旧制松山高等学校を母体として文理学部（人文学科・理学科）が、新居浜工業専門学校を母体に工学部（鉱山学科と機械工学科）が創設される。
- 1954年 愛媛県立松山農科大学が国立移管され、愛媛大学農学部に改組。
- 1964年 鉱山学科を土木工学科に改称
- 1967年 大学院工学研究科と農学研究科が発足。
- 1968年 文理学部が改組され、法文学部（法学科・文学科）、理学部、教養部が設置される。大学院工学研究科に土木工学専攻が設置される。
- 1979年 大学院工学研究科に海洋工学専攻が設置される。
- 1981年 法文学部が法学科・経済学科・文学科の3学科制に。
- 1988年 農学部改組により農学部生物資源学科として1学部1学科8大講座へ再編成。
- 1991年 土木工学科と昭和49年創設の海洋工学科とが合併し、土木海洋工学科に改組。
- 1992年 大学院工学研究科の土木工学専攻と海洋工学専攻を合併し、土木海洋工学専攻に改組。
- 1996年 法文学部の法学科・経済学科・文学科が改組され、総合政策学科と人文学科となる。総合政策学科は５コース、人文学科は3大学科目の構成となる。土木海洋工学科が環境建設工学科に改称。大学院工学研究科が理工学研究科に改称。
- 2000年 理工学研究科土木海洋工学専攻を環境建設工学専攻に改称
- 2006年 防災情報研究センター開設。
- 2008年 法文学部総合政策学科が<公共コース>、<企業システムコース>、<司法コース>の3コースに改組。また総合政策学科に<地域コース>と<観光まちづくりコース>（観光政策系）の特別コースを設置。人文学科を<言語文化コース>と<人間文化コース>（人間文化分野/地域文化分野/歴史文化分野）の2コース制に改組。また人文学科に<観光まちづくりコース>（観光文化系）という特別コースを設置。農学部の教育課程に<生物資源教育学特別コース>（サブコース）を設置。
- 2009年 農学部生物資源学科の生物資源教育学特別コースを<農山漁村マネジメント特別コース>（サブコース）に変更。農学部の教育課程に<海洋生産科学特別コース>を設置した。大学院農学研究科生物資源学専攻の専門教育コースに<農山漁村地域イノベーション専門教育コース>を設置した。大学院理工学研究科環境建設工学専攻が機械工学専攻や生産工学専攻と合併し、生産環境工学専攻に改組
- 2010年 大学院農学研究科に<紙産業特別コース>を設置した。
- 2013年 農学部の教員組織に、<海洋生産科学特別コース>及び研究支援室を設置し，<農山漁村マネジメントサブコース>を<農山漁村地域マネジメント特別コース>に名称変更。大学院農学研究科に<海洋生産科学コース>を設置した。
- 2016年 愛媛大学社会共創学部が設置された。次の学科構成による。

産業マネジメント学科産業マネジメントコース/事業創造コース - 法文学部総合政策学科<地域コース>と<観光まちづくりコース>（観光政策系）の特別コースが母体
産業イノベーション学科海洋生産科学コース - 農学部の<海洋生産科学特別コース>が母体
産業イノベーション学科紙産業コース - 大学院農学研究科の<紙産業特別コース>が母体
産業イノベーション学科ものづくりコース - 工学部機械工学科の生産システム系科目（設計・製図、加工、生産制御など）が母体
環境デザイン学科環境サステナビリティコース/地域デザイン・防災コース - 工学部環境建設工学科や理工学研究科生産環境工学専攻、数理物質科学専攻、防災情報研究センターほかが母体
地域資源マネジメント学科農山漁村マネジメントコース - 農学部・大学院農学研究科<農山漁村地域イノベーション専門教育コース>が母体
地域資源マネジメント学科文化資源マネジメントコース - 法文学部人文学科<人間文化コース>と<観光まちづくりコース>（観光文化系）の特別コースが母体
地域資源マネジメント学科スポーツ健康マネジメントコース - 教育学部スポーツ健康科学課程が母体

## 学部組織
社会共創学部
- 産業マネジメント学科
  - 産業マネジメントコース
  - 事業創造コース
- 産業イノベーション学科
  - 海洋生産科学コース
  - 紙産業コース
  - ものづくりコース
- 環境デザイン学科
  - 環境サステナビリティコース
  - 地域デザイン・防災コース
- 地域資源マネジメント学科
  - 農山漁村マネジメントコース
  - 文化資源マネジメントコース
  - スポーツ健康マネジメントコース